# کاخ سلطنتی تورین
کاخ سلطنتی تورین (ایتالیایی: Palazzo Reale di Torino) یک کاخ تاریخی در شهر تورین، ایتالیا است که متعلق به دودمان ساوی بوده‌است. این کاخ که در سال ۱۶۴۵ میلادی ساخته شده در سال ۱۹۹۷ در فهرست میراث جهانی یونسکو ثبت شده‌است.

## نگارخانه

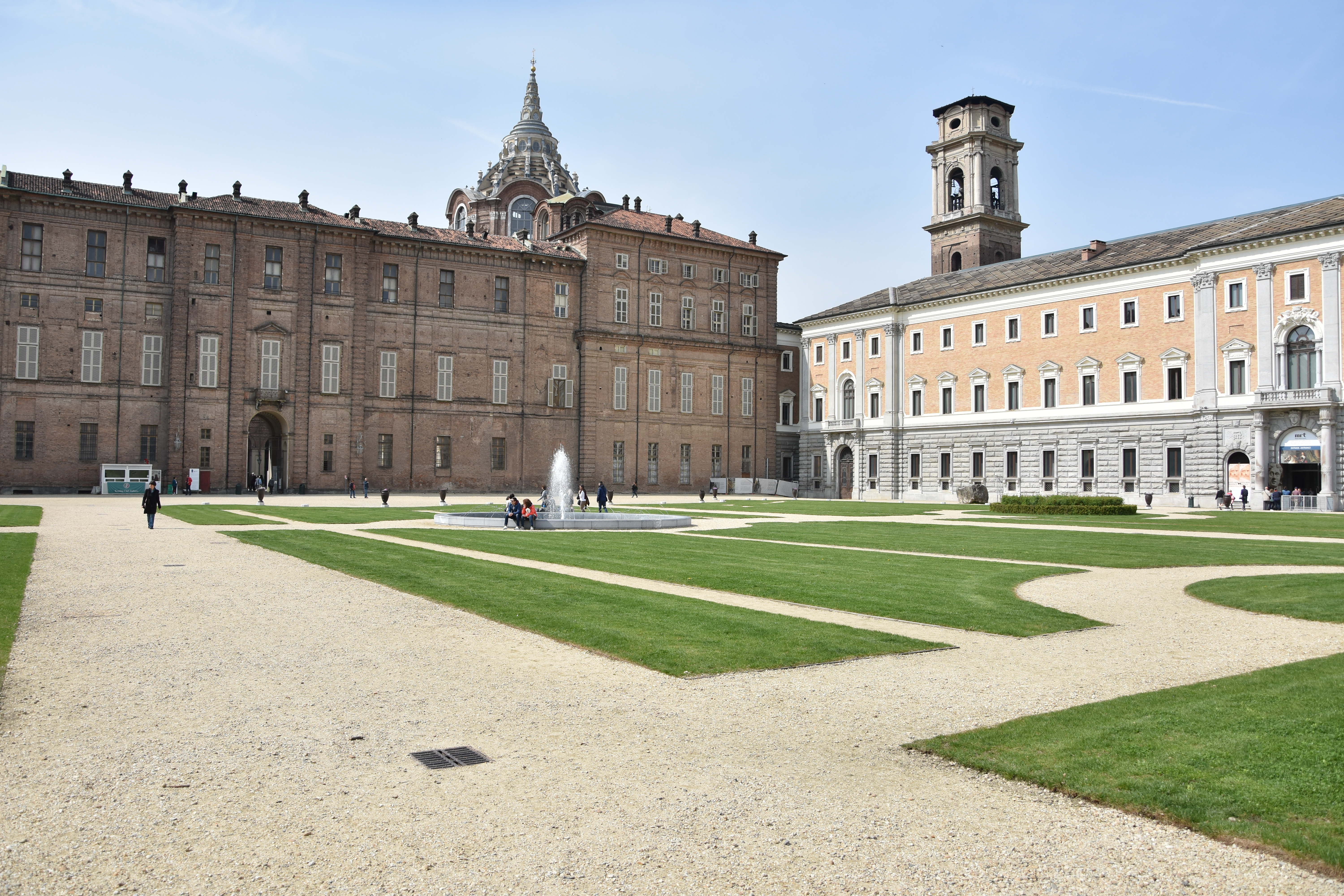
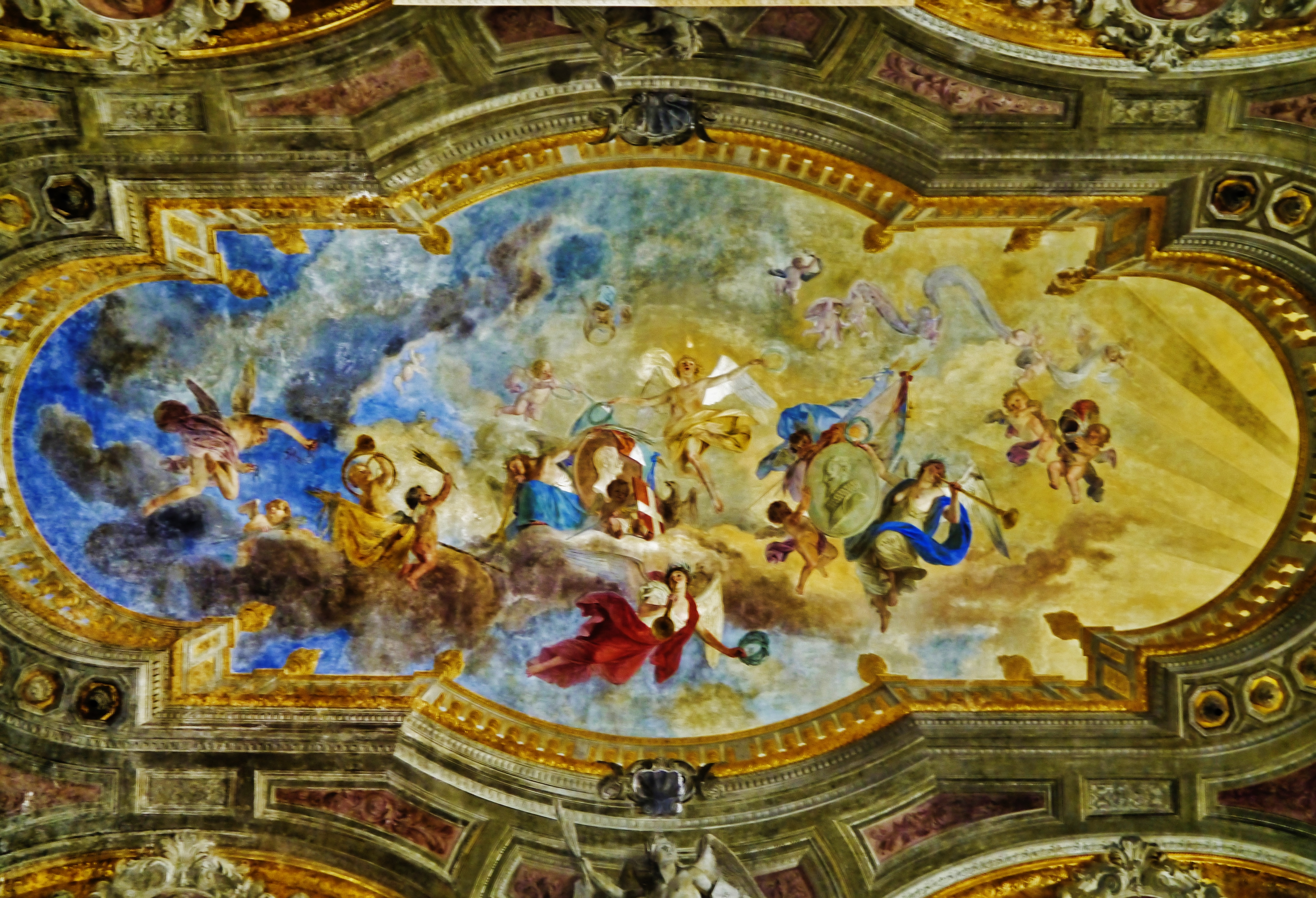
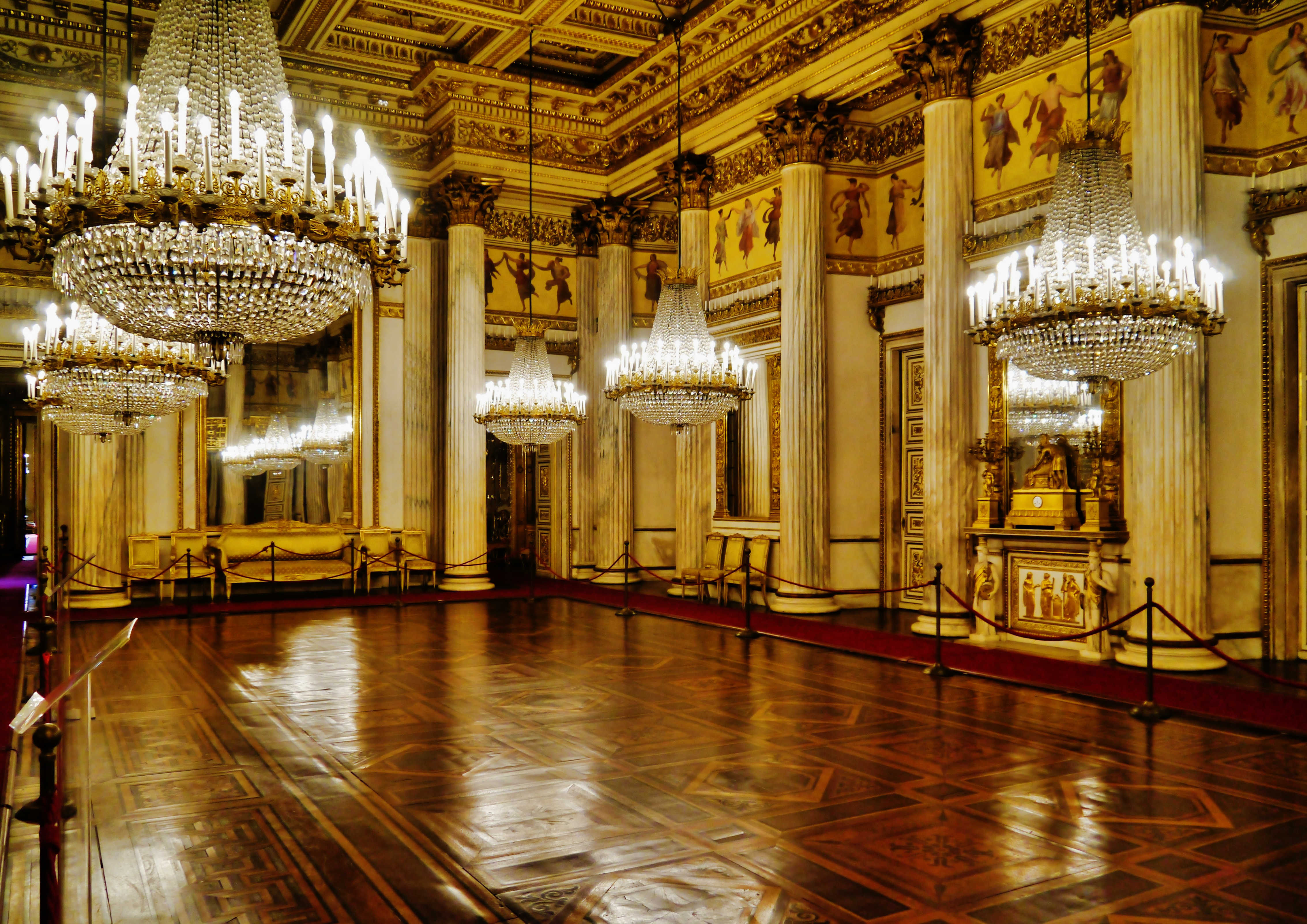
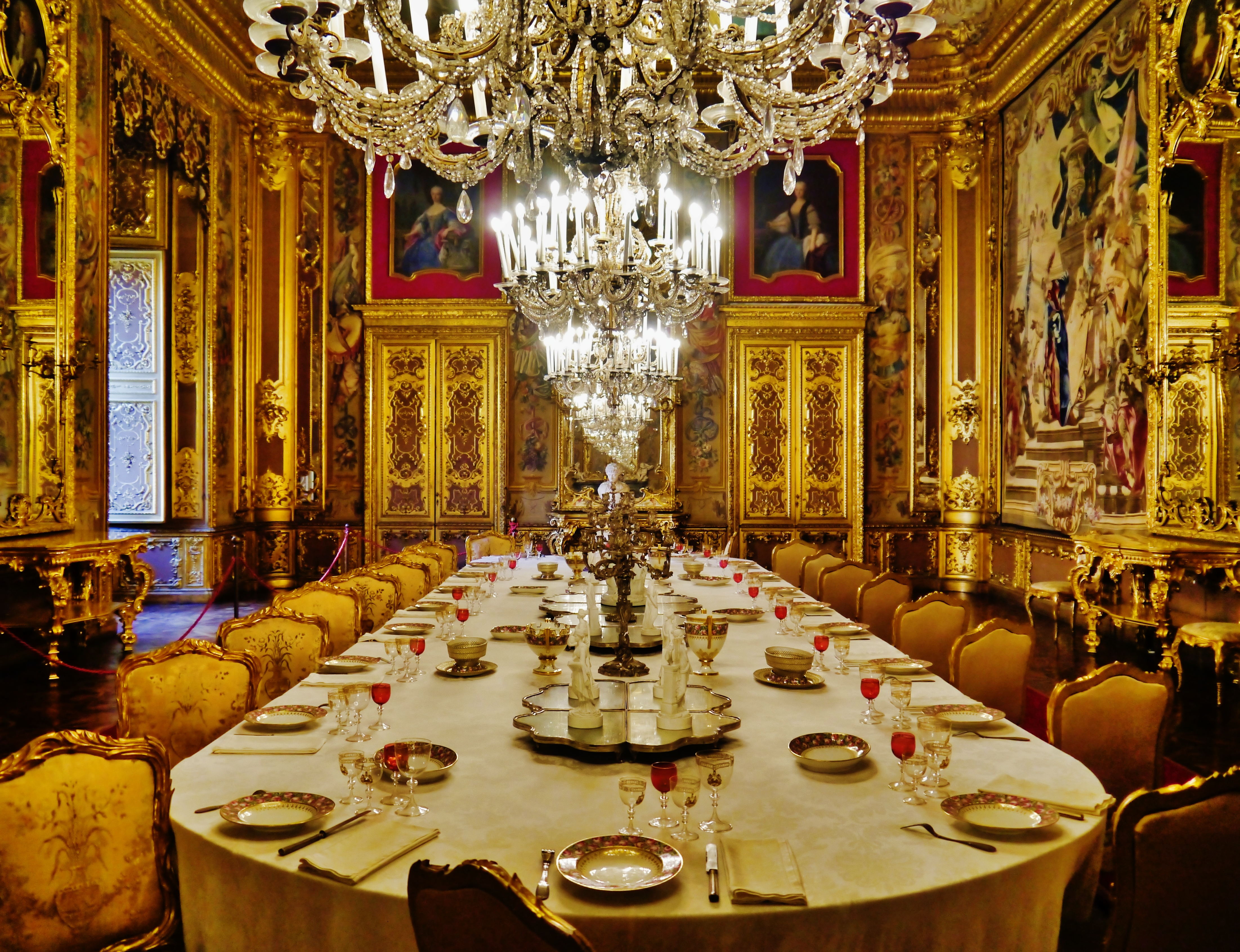